# 阿卜杜勒·拉赫曼·萨利赫机场
阿卜杜勒·拉赫曼·萨利赫机场（印尼语：Bandar Udara Abdul Rachman Saleh）是印度尼西亚东爪哇省第二大城市玛琅的一座机场。机场名称来自印度尼西亚民族英雄阿卜杜勒·拉赫曼·萨利赫，他是一名印尼飞行员及生理学家，在印度尼西亚独立革命中于日惹地区斯莱曼县马古沃飞行场（今阿迪苏西普托国际机场）降落时被荷军击中牺牲。
阿卜杜勒·拉赫曼·萨利赫机场曾在2009年10月由于跑道损坏被关闭，修复后机场得以再次开放。
2011年12月30日启用了新的航站楼，老航站楼交由印尼空军使用，新航站楼位于跑道的南端。2012年机场跑道被延长到2,300米。
2017年5月开始东爪哇省政府和玛琅市政府提出了将阿卜杜勒·拉赫曼·萨利赫机场升格为国际机场的提案，但是截至同年10月25日印尼交通部尚未就此事作出回应，玛琅机场已经具备成为国际机场所需的配套设施。

## 航空公司和目的地
| 航空公司       | 目的地                     |
| -------------- | -------------------------- |
| 巴泽航空       | 雅加达-哈利姆              |
| 连城航空       | 雅加达-哈利姆、雅加达-苏哈 |
| 加鲁达印尼航空 | 雅加达-苏哈                |
| 三佛齐航空     | 雅加达-苏哈                |
| 飞翼航空       | 万隆、登巴萨、望加锡       |

## 资料来源
1. ↑  世界航空数据库中的WARA机场数据，数据截止日期：2006年10月。來源：DAFIF.
2. ↑  在大圆制图人（Great Circle Mapper）上的MLG机场信息 （来源：DAFIF 2006年10月生效）.
3. ↑  .   [2009-10-27]. （原始内容存档于30 October 2009）.
4. ↑  Rabu. . suryamalang.tribunnews.com. Surya Malang. 2017-10-25  [2017-11-09]. （原始内容存档于2019-12-03）.
5. ↑  Brama Yoga Kiswara. . beritajatim.com. Portal Berita Jatim. 2017-10-26  [2017-11-09]. （原始内容存档于2017-11-10）.